# Johan Christian Leiditz
Johan Christian Leiditz, född omkring 1750 i Göteborg, död 11 november 1804 i Stockholm, var en svensk violast vid Kungliga Hovkapellet.

## Biografi
Leiditz föddes omkring 1750 i Göteborg. Han var son till stadsmusikanten Johan Christopher Leiditz (död 1783). Han tillhörde en göteborgssläkt som sedan slutet av 1600-talet verkade där som stadsmusikanter i några generationer. Han kom till Stockholm i mitten av 1770-talet där han anställdes i Kungliga Hovkapellet 1775. Leiditz var kusin till den i Göteborg verksamme sångaren Johan Valentin Leiditz (1753-1816). Leiditz avled 11 november 1804 i Stockholm.
Leiditz gifte sig 8 december 1782 med Hedvig Wanström (1748–1783).